# 程崇庆
程崇庆（1956年10月—），男，汉族，江苏泰州人，中国数学家，南京大学教授，曾任中国国民党革命委员会中央委员会副主席、江苏省委员会主任委员。

## 生平
1982年1月于南京工学院（现东南大学）数学力学系本科毕业，1984年7月硕士毕业。1988年3月于西北工业大学力学系获博士学位。1990年进入南京大学天文系博士后流动站，出站后留校。
2008年，当选第十一届全国政协常务委员，代表中国国民党革命委员会，分入第三组。
2010年在第26届国际数学家大会（International Congress of Mathematicians，ICM）上做大会报告。